# Jaisingpur
Jaisingpur är en ort i Indien.   Den ligger i distriktet Kolhapur och delstaten Maharashtra, i den sydvästra delen av landet, 1 300 km söder om huvudstaden New Delhi. Jaisingpur ligger 558 meter över havet och antalet invånare är 46 942.
Terrängen runt Jaisingpur är platt, och sluttar österut. Runt Jaisingpur är det tätbefolkat, med 849 invånare per kvadratkilometer. Närmaste större samhälle är Sangli, 8,7 km norr om Jaisingpur. Trakten runt Jaisingpur består till största delen av jordbruksmark.